# Goller

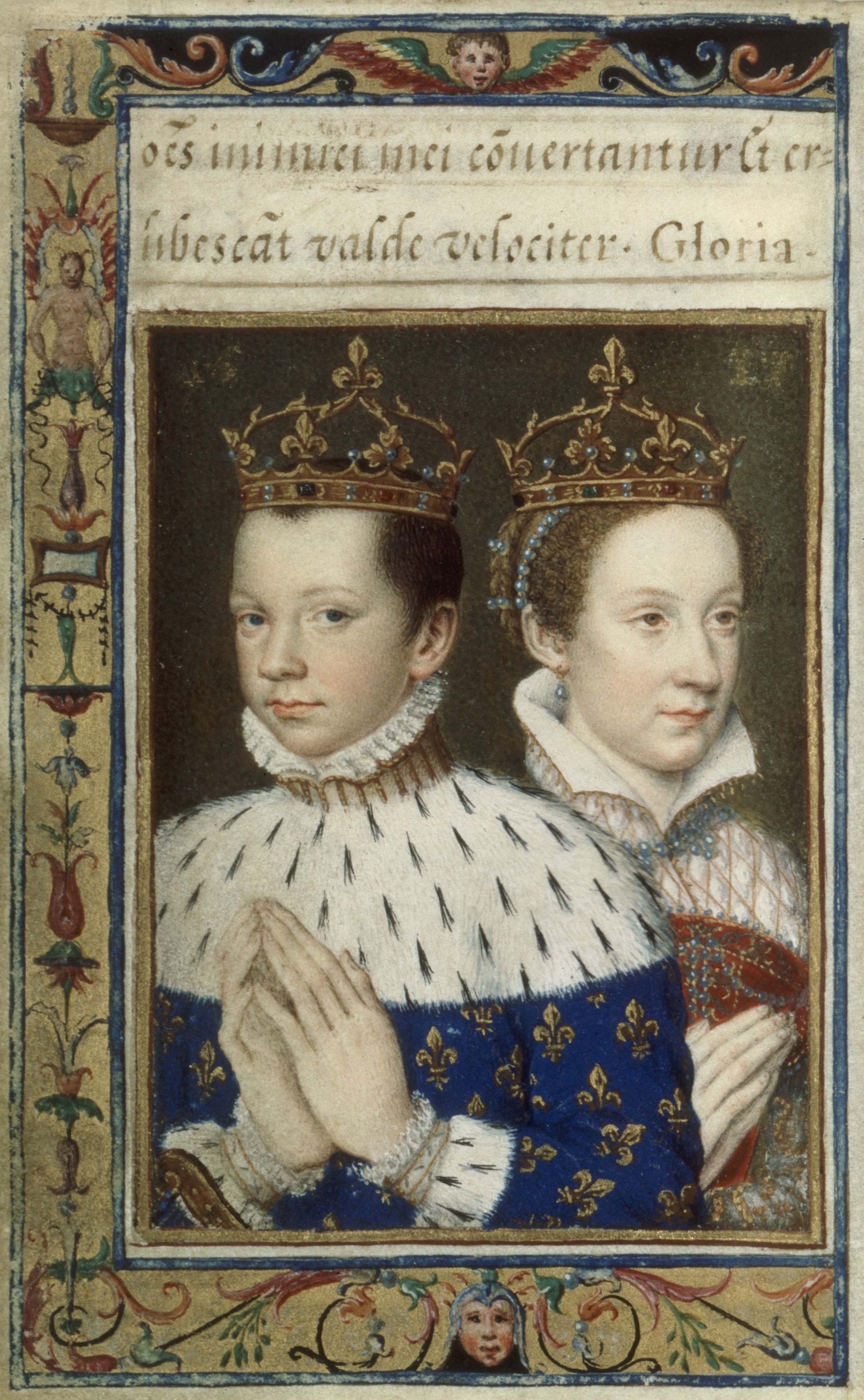
Franz II. von Frankreich (1544–1560) mit Goller aus Hermelinfell, dahinter Maria Stuart

Ein Goller oder Koller (über althochdeutsch chollâri, eine Halsbekleidung, von mittellateinisch collarium „Halsrüstung“, von lateinisch collare, „Halsband“, von collum, „Hals“) ist als Hals- bzw. Schulterbekleidung ein Kleidungsstück, das als eine Art loses Überwams (Kragen) um den Hals und über den Schultern getragen wird und teilweise auch Brust, Rücken oder Hals bedecken kann.

## Geschichte
Im 14. Jahrhundert wurde der Kragenteil der Gugel als Goller bezeichnet. Danach gehörte er bis in das 18. Jahrhundert zu vielen bürgerlichen Frauentrachten z. B. in den Niederlanden, Deutschland und der Schweiz
(siehe dazu auch → Göller). Er wurde zum Teil mit Samt und Pelz ausgestattet, kostbar mit Borten, Perlen und feiner Stickerei geschmückt oder ganz aus Spitze gefertigt und diente seit der Zeit um 1500 der Bedeckung des weiblichen Dekolletés. Häufig wurde er durch eine Gollerkette unter den Achseln befestigt.
Goller aus Leder oder anderen stabileren Materialien wurden seit Ende des 15. Jahrhunderts als Teil einer Rüstung verwendet; im 17. Jahrhundert wurde er zu einem ledernen Harnisch der Reiterei und des Fußvolkes weiterentwickelt (siehe auch: Koller (Uniform)).
Ein im 16. Jahrhundert aufgekommenes kurzes, eng anliegendes Damenjäckchen wurde ebenfalls Goller genannt.

## Koller
In der modernen Mode wird unter einem Koller ein im Rücken auf Sakkos, Jacken oder sportlichen Mänteln aufgesetztes Teil oder eine Ziernaht in Achselhöhe verstanden. Der Gegensatz dazu ist der Sattel (aufgesetzt, gedoppelt).
Bei Blaulichtorganisationen werden diese als Kennzeichnungen getragen, um sie als Ansprechpartner oder Helfer mit besonderen Funktionen an der Einsatzstelle zu kennzeichnen.